# Classe Moltke
La classe Moltke fu una classe di incrociatori da battaglia (Großen Kreuzer: "grandi incrociatori" secondo la denominazione tedesca), tipo Dreadnought costituita da due navi: la SMS Moltke e la SMS Goeben della Marina Imperiale tedesca costruiti fra il 1909 ed il 1911. Erano simili alla precedente SMS Von der Tann, ma il nuovo progetto comprendeva numerose migliorie e progressi. La classe Moltke era leggermente più grande, più veloce e meglio corazzata ed aveva una coppia aggiuntiva di cannoni 28 cm SK L/50 da 280 mm.
Entrambe le navi parteciparono alla prima guerra mondiale. La Moltke, insieme alla Hochseeflotte, prese parte a molte battaglie, la battaglia di Dogger Bank e la battaglia dello Jutland nel Mare del Nord, e la battaglia del golfo di Riga e l'operazione Albion nel Mar Baltico. Alla fine della guerra, la Moltke fu condotta insieme alla maggior parte della Hochseeflotte presso la base di Scapa Flow mentre venivano discusse le clausole del trattato di Versailles, e il 21 giugno 1919 la flotta preferì autoaffondarsi che cadere in mani britanniche.
La Goeben era nel Mediterraneo allo scoppio della guerra; riuscì a sfuggire all'inseguimento delle navi della marina britannica verso Costantinopoli. La nave, insieme all'incrociatore leggero SMS Breslau, fu trasferita alla Marina Ottomana, mantenendo il comando e l'equipaggio tedeschi. La Goeben ebbe un notevole ruolo strategico: fu una delle cause dell'entrata in guerra dell'Impero ottomano a fianco degli Imperi centrali e, insieme alla Breslau, agendo come una "flotta in potenza" impedirono alle flotte britanniche e francesi di forzare il Bosforo e frustrarono le possibilità dell'Impero russo di dominare il Mar Nero. La Goeben rimase nella flotta turca dopo la guerra: leggermente aggiornata rispetto alla sua configurazione iniziale, rimase in servizio attivo fino al 1960. Nel 1963 fu offerta in vendita al governo della Germania Ovest, senza successo. Non trovando chi potesse farne una nave-museo fu venduta per la demolizione nel 1971 e demolita nel 1976.

## Sviluppo

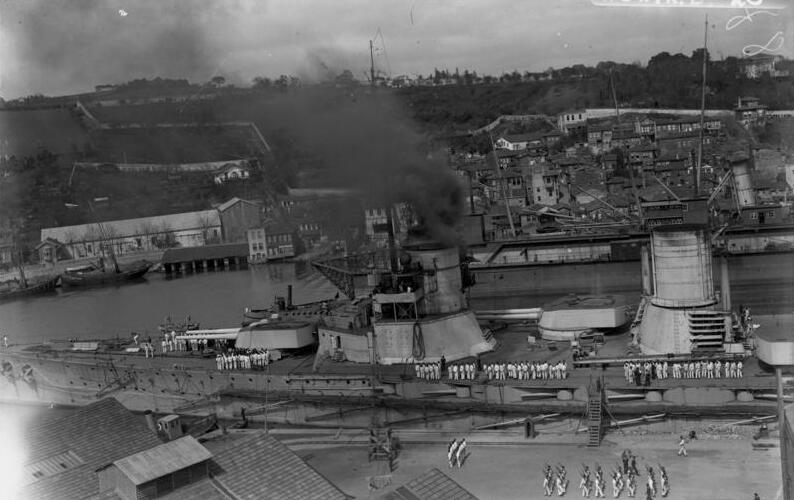
La Goeben nel Bosforo. Si nota la disposizione delle torrette centrali, sfalsate rispetto alla mezzeria della nave, e i cannoni ausiliari 15 cm SK L/45, da 150mm, nella casamatta centrale.

In una conferenza del maggio 1907, il gabinetto della marina tedesco, decise di sviluppare una nuova versione più grande della Von der Tann che non aveva avuto seguito come classe. Grazie ai 44 milioni di Goldmark stanziati nell'anno fiscale 1908 fu possibile aumentare i calibro dei cannoni previsti dai 280 mm a 305 mm. Ma l'ammiraglio Alfred von Tirpitz, insieme con il Dipartimento delle Costruzioni considerò preferibile avere due cannoni in più (da 8 a 10) piuttosto che lo stesso numero di un calibro maggiore, dato che i cannoni da 280 mm erano stati valutati sufficientemente adeguati nel caso dello scontro con una nave da battaglia. Tirpitz considerava anche che, dato la superiorità numerica delle forze da pattugliamento della Royal Navy, sarebbe stato prudente aumentare il numero dei cannoni e non il calibro. Il Dipartimento della Marina tedesco sosteneva che per poter combattere nella linea di battaglia erano necessari i cannoni da 305 mm. Infine, Tirpitz e Dipartimento delle Costruzioni prevalsero e la Moltke sarebbe stata equipaggiata con dieci cannoni da 280 mm. La corazzatura sarebbe stata eguale o superiore a quella della Von der Tann e la velocità massima sarebbe dovuta essere almeno 24,5 nodi.
Durante la progettazione vi furono diversi aumenti della stazza dovuti all'estensione della cittadella, allo spessore della corazzatura, all'aumento delle riserve di munizioni e alla riconfigurazione delle caldaie. Gli furono assegnate le designazioni di contratto "Incrociatore G" e "Incrociatore H". Dato che la Blohm & Voss ottenne l'appalto per l'"Incrociatore G", gli fu assegnato anche l'"incrociatore H". Il primo fu inserito nell'anno di costruzione 1908–09, mentre il secondo nel 1909–10.
Il contratto per l'"Incrociatore G" fu siglato il 17 settembre 1908, con il numero di cantiere 200. Lo scafo fu completato il 7 dicembre 1908, e la nave fu varata il 7 aprile 1910. L'"Incrociatore G" fu posto in servizio il 30 settembre 1911 come SMS Moltke: la denominazione deriva dal feldmaresciallo Helmuth Karl Bernhard von Moltke, capo di stato maggiore dell'esercito prussiano alla metà del XIX secolo. L'"Incrociatore H" fu ordinato l'8 aprile 1909 con il numero di cantiere 201. Lo scafo fu completato il 12 agosto 1909; la nave fu varata il 28 marzo 1911. Dopo l'allestimento, l'incrociatore prese servizio il 2 luglio 1912 come SMS Goeben, così denominato in onore di August Karl von Goeben, un generale prussiano che partecipò alla guerra franco-prussiana.

## Progetto

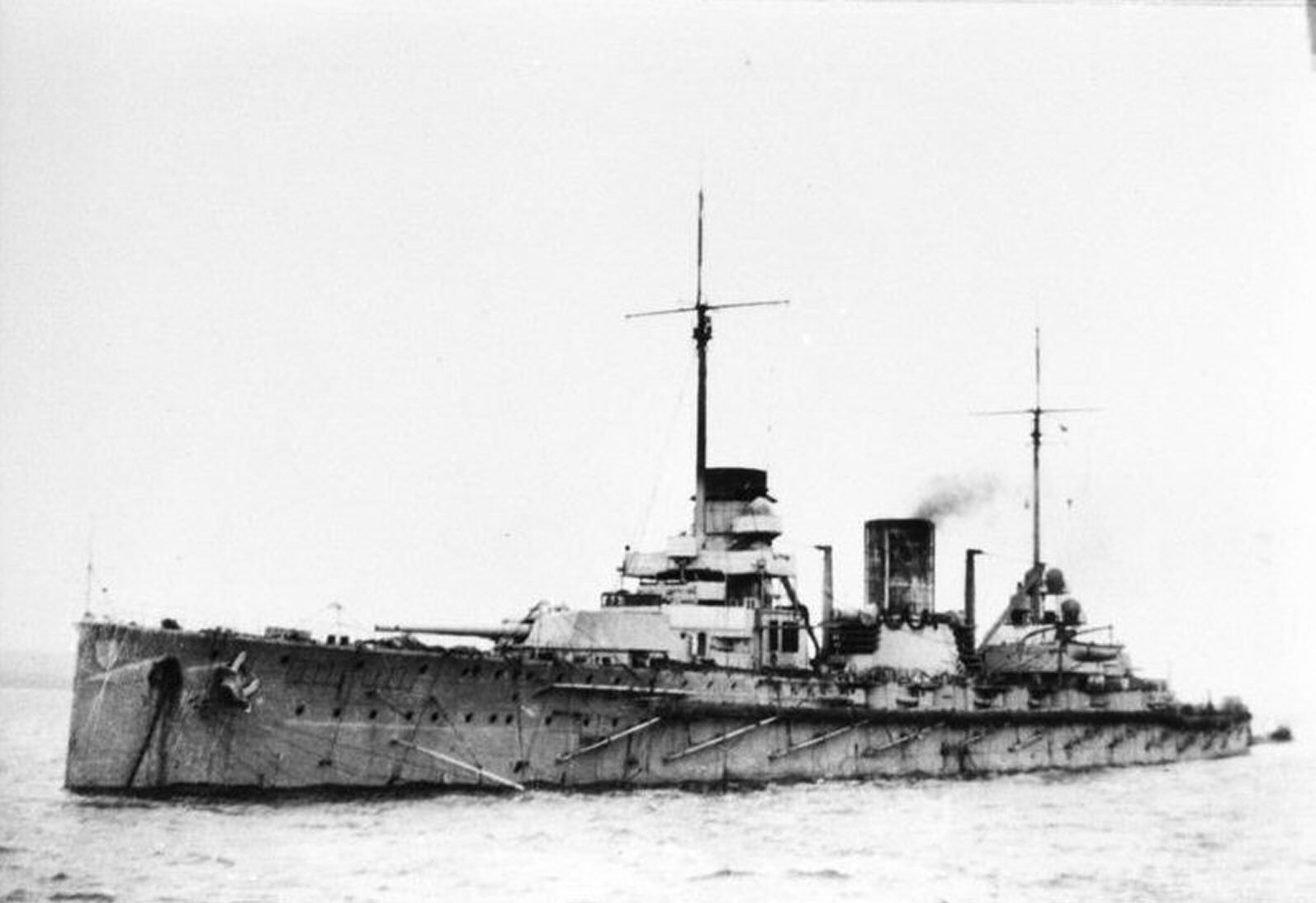
Goeben

### Caratteristiche generali
Le navi della classe Moltke erano lunghe 186,6 m, larghe 29,4 m, e pescavano, a pieno carico, 9,19 m. Dislocavano normalmente 22 616 t, e 25 300 t a pieno carico. La classe Moltke aveva 15 compartimenti stagni e la doppia chiglia su il 78% dello scafo. Erano considerate navi di buone qualità marine, con movimenti regolari, anche nel mare agitato. Però, rispondevano lentamente al timone e non erano molto manovrabili. Le navi della classe, sotto tutto timone, perdevano fino al 60% della velocità e sbandavano fino a 9 gradi. L'equipaggio era costituito da 43 ufficiali e 1.010 marinai. Quando la Moltke era la nave ammiraglia del I. Aufklärungsgruppe (I Gruppo da Ricognizione) aveva una dotazione supplementare di 13 ufficiali e 62 marinai. Quando era la nave del comandante in seconda del gruppo aveva in più 3 ufficiali e 25 marinai. Le navi imbarcavano 11 battelli ausiliari: una lancia a vapore, due lance a remi, tre scialuppe a motore, due a remi, due chiatte di cui una con motore ausiliario ed un canotto pieghevole. Quando la nave ospitava l'ammiraglio di squadra veniva dotata di un'altra lancia a motore.

### Impianti

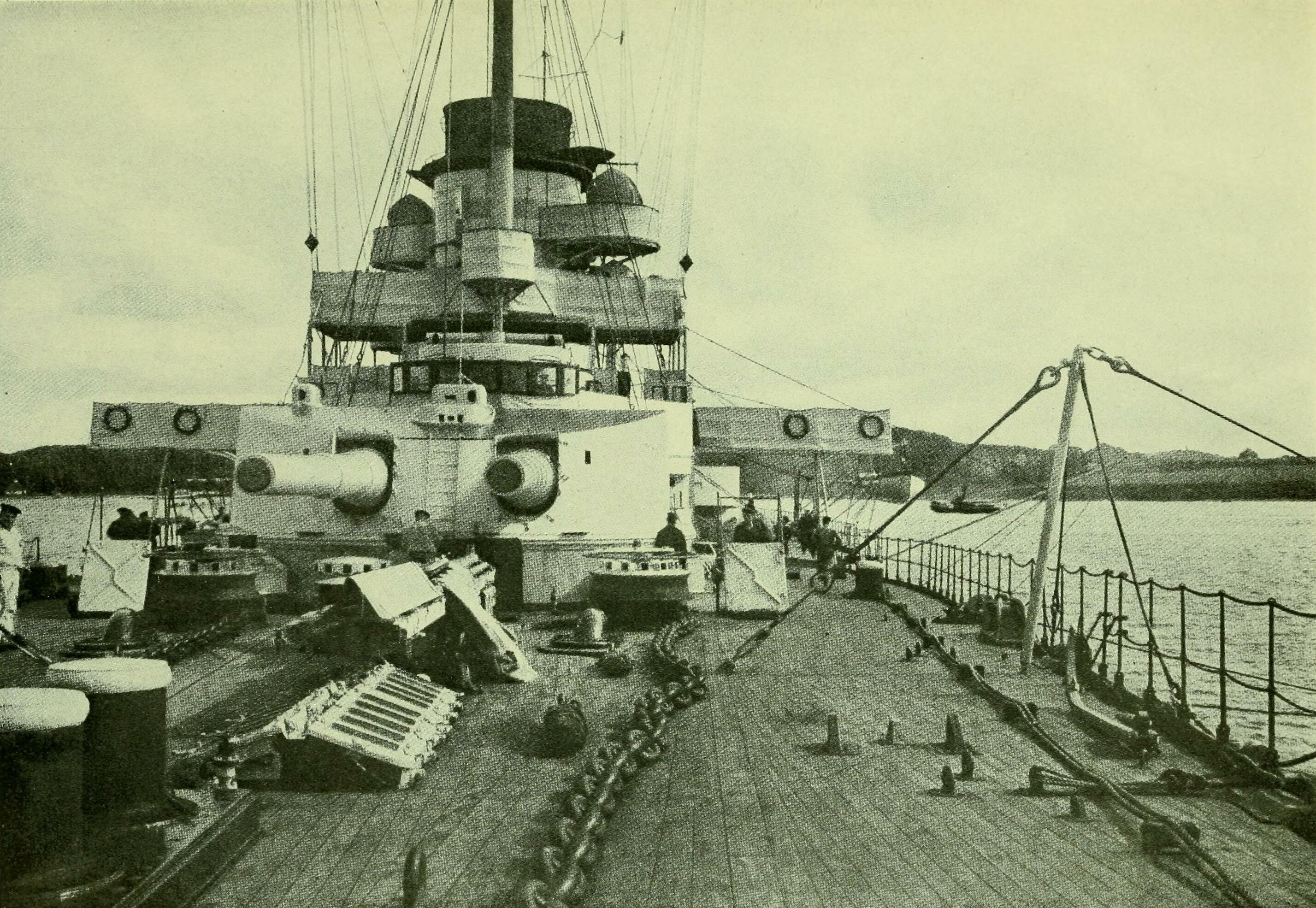
Torretta anteriore della SMS Goeben, si notino le finestrelle del telemetro e del periscopio di mira sul tetto della torretta ed i due bracci del telemetro sopra il tetto della torre di comando.

La Moltke e la Goeben erano propulse da due gruppi di turbine Parsons, su quattro assi, alimentate da 24 caldaie a tubi d'acqua Schulz-Thornycroft a carbone, suddivise in quattro compartimenti. Le caldaie erano dotate di un collettore superiore acqua/vapore e tre collettori ad acqua inferiori, la pressione d'esercizio era 16 atm. Dopo il 1916, le caldaie furono dotate di spruzzatori di nafta. Le turbine Parsons erano divise in coppie di alta e bassa pressione. Le turbine di bassa pressione erano poste nel compartimento motori di poppa ed azionavano gli assi delle eliche interne. Le turbine di alta pressione azionavano gli assi delle eliche esterne ed erano poste nel compartimento di prua. Sugli assi erano calettate quattro eliche da 3,74 m di diametro.
Le turbine erogavano una potenza di 52.000 hp sugli assi e consentivano alle navi una velocità massima di 25,5 nodi (47,2 km/h). Nelle prove dopo il varo la Moltke ottenne una potenza di 85.782 hp sugli assi ed una velocità massima 28,4 nodi; la Goeben ottenne valori solo leggermente inferiori di potenza e velocità. A 14 nodi (26 km/h), le navi avevano un'autonomia di 4.120 miglia (7.630 km). Le navi della classe Moltke erano dotate di 6 turbo generatori a vapore che producevano 1.200 kW (1.600 hp) di potenza a 225 volt. Di progetto, potevano trasportare 1.000 t di carbone, ma, correntemente, erano in grado di stivare 3.100 t di carbone. Il consumo di combustibile, in un test di 6 ore, era di 0,667 kg per hp/h alla potenza di 76.795 hp, per entrambe le navi.

### Armamento

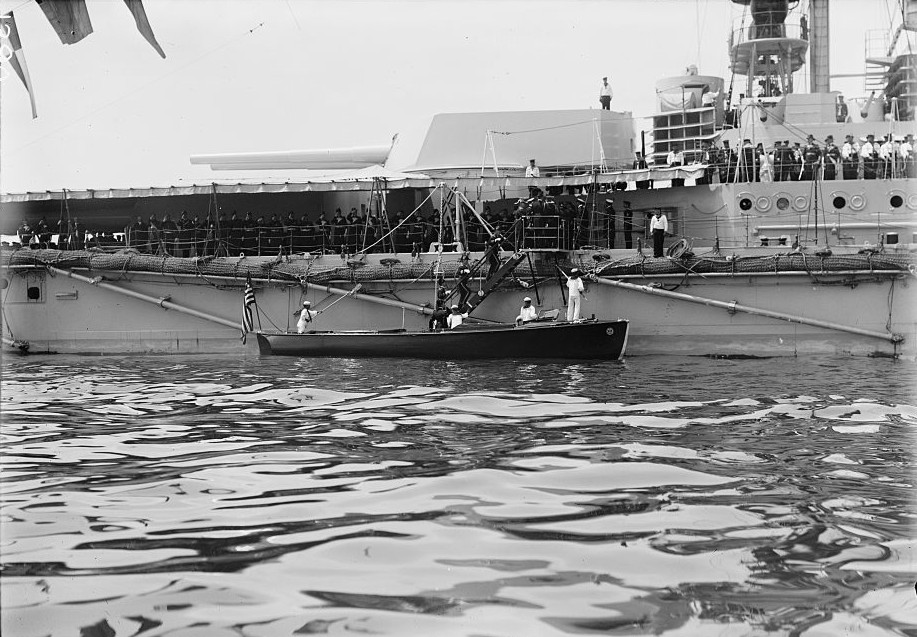
La Moltke con in primo piano la torretta superiore di poppa Dora presso Hampton Roads, Virginia (USA), il 3 giugno 1912.

L'armamento principale era costituito da dieci cannoni da 280 mm SK L/50 in cinque torrette binate. I cannoni erano montati in torrette tipo Drh.L C/1908; queste installazioni consentivano un alzo positivo di 13,5 gradi. Questa elevazione era inferiore di 7,5 gradi rispetto alla classe Von der Tann, e, di conseguenza, la gittata era leggermente inferiore, 18.100 m, rispetto ai 18.900 m della Von der Tann. Nel 1916, a seguito di una revisione, l'elevazione fu aumentata a 16 gradi, con una gittata cresciuta fino a 19.100 m. La torretta di prua, era denominata Anton, due torrette erano a poppa (La torretta Dora posta più in alto per poter sparare insieme all'Emil verso poppa), e due, la Bruno e la Cäsar, erano al centro della nave montate en echelon. I cannoni utilizzavano proiettili perforanti e semi-perforanti, entrambi del peso di 302 kg. La cadenza di tiro era di tre colpi al minuto, e la velocità alla volata era di 895 m/s. La riserva di colpi era di 810 proietti.
L'armamento secondario era di dodici cannoni da 150 mm SK L/45, montati su culle tipo MPL C/06 come nella Von der Tann. La dotazione era di 1800 proietti, 150 per arma. I cannoni da 150 mm avevano una gittata di 13.500 m all'installazione, successivamente estesa 18.800 m. Inizialmente, dodici cannoni da 88 mm SL L/45 erano stati installati per la difesa contro le torpediniere ed i cacciatorpediniere, ma furono successivamente rimossi, sostituendo quelli sulle sovrastrutture di poppa con quattro 88 mm Flak L/45.
La Moltke e la Goeben erano anche dotate di 4 tubi lanciasiluri da 500 mm; uno a prua, uno a poppa e due di bordata, con 11 siluri disponibili. I siluri erano del tipo G/7, da 1.365 kg con una testata da 195 kg. L'autonomia massima dei siluri era 9.300 m a 27 nodi (50 km/h), e 4.000 m a 37 nodi (69 km/h).

### Protezione
Le navi erano dotate di corazzatura in acciaio cementato al nichel Krupp. La corazzatura della classe Moltke fu aumentata rispetto alla Von der Tann, da 100 mm della corazza di murata di prua, ai 270 mm all'altezza della cittadella, e 100 mm a poppa. Le casematte erano protette da 150 mm in verticale e 35 mm sul tetto. La torre di comando di prua era protetta con 350 mm, mentre quella di poppa aveva 200 mm di corazza. La parte frontale delle torrette era di 230 mm, 180 mm ai lati e 90 mm sulla parte superiore. Il ponte e le tughe erano di 50 mm, come il doppiofondo antisiluro intorno alle barbette. In altre parti, meno critiche, la protezione antisiluro era da 30 mm.